# Кисинами (1943)
Кисинами (яп. 岸波, «Волны, набегающие на берег») — японский эсминец типа «Югумо».

## История
Заложен на Верфи Uraga Dock, Токио. Спущен 19 августа 1943 года, вошёл в строй 3 декабря 1943 года.
29 февраля 1944 года «Кисинами» помог потопить подводную лодку USS Trout. Во время битвы в Филиппинском море эсминец был приписан к Военно-морским силам Вана. В битве в заливе Лейте корабль был приписан к первому диверсионно-штурмовому соединению. «Кисинами» спас выживших с тонущего крейсера «Атаго», в том числе вице-адмирала Такэо Куриту. Эсминец получил незначительные повреждения в результате ближнего попадания и обстрела 24-25 октября. 28 октября корабль сел на мель на рифе у берегов Брунея, его максимальная скорость была снижена до 22 км/ч. Корабль был отремонтирован в Сингапуре в середине ноября.
2 декабря 1944 года «Кисинами» покинул Манилу, сопровождая «Хакко Мару» обратно в Сингапур. 4 декабря «Кисинами» был торпедирован и потоплен подводной лодкой USS Flasher к западу от острова Палаван13°12′ с. ш. 116°37′ в. д. . 90 членов экипажа были убиты, включая командира Мифунэ; 150 выживших были спасены «Юрисимой» и CD-17. Также среди погибших был энсин Сусуму Нагумо, сын вице-адмирала Чуичи Нагумо.
10 января 1945 года «Кисинами» был исключен из списков военно-морского флота.